# Верхнее Жданово
Ве́рхнее Жда́ново — деревня в Железногорском районе Курской области. Входит в состав Линецкого сельсовета. 
Население — 193 человека (2010 год).

## География
Расположена в 34 км к юго-востоку от Железногорска на правом берегу реки Усожи. Высота над уровнем моря — 195 м. Через деревню проходит автомобильная дорога 38К-038 «Фатеж — Дмитриев». Ближайшие населённые пункты: деревни Нижнее Жданово, Клюшниково, хутора Ленина и Заречье.

## История
Деревня Жданово известна с 1627 года. В XVII—XVIII веках она входила в состав Усожского стана Курского уезда. Первозаимщиками Верхнего Жданова были однодворцы Аникеевы, Перьковы, Познахиревы и Руцкие. Помимо однодворцев здесь проживали владельческие крестьяне (принадлежали помещикам). В 1779 году деревня вошла в состав новообразованного Фатежского уезда.
К моменту отмены крепостного права в 1861 году местными крестьянами владели: дети Ивана Гринева (8 душ мужского пола), подпоручик Павел Евсюков (90 д.м.п.), жена губернского секретаря Марья Шатохина (11 д.м.п), жена коллежского секретаря Елизавета Челюсткина (20 д.м.п.). В 1862 году в Жданово (Верхнее и Нижнее) было 56 дворов, проживали 809 человек (405 мужского пола и 404 женского). Часть жителей деревни была приписана к приходу Николаевского храма соседнего села Ольшанец, часть — к приходу Рождественского храма села Шахово. В то время деревня входила в состав Дмитриевской волости Фатежского уезда. Около 1870 года в результате специального размежевания Жданово было разделено на 2 населённых пункта: Верхнее Жданово и Нижнее Жданово.
В 1877 году в Верхнем Жданово был 71 двор, проживал 551 человек, действовали 2 постоялых двора при дороге из Фатежа в Дмитриев. К тому времени деревня была уже в составе Нижнереутской волости. По данным земской переписи 1883 года Верхнее Жданово состояло из 1 крестьянской общины, здесь проживали бывшие однодворцы Руцкие (29 дворов), Аникеевы (19 дворов), Познахиревы (7 дворов), Перьковы (4 двора), Губины (3 двора), а также бывшие помещичьи крестьяне  — всего 501 человек. В начале XX века Верхнее Жданово вновь числилось в составе Дмитриевской волости.
В 1900 году было открыто Верхнеждановское земское начальное училище. В нём преподавала личная дворянка Анна Павловна Данковская.
В первые годы советской власти Верхнее Жданово вошло в состав Нижнеждановского сельсовета. В 1928 году деревня вошла в состав новообразованного Фатежского района. В 1937 году в Верхнем Жданово было 72 двора. 
Во время Великой Отечественной войны, с октября 1941 года деревня находилась в зоне немецко-фашистской оккупации. Освобождена 11 февраля 1943 года 132-й стрелковой дивизией под командованием генерала Т. К. Шкрылёва.
В 1991 году Верхнее Жданово было передано из Фатежского района в Железногорский.
В 2006 году в деревне было открыто новое здание школы. 
В 2017 году, с упразднением Нижнеждановского сельсовета, Верхнее Жданово было передано в Линецкий сельсовет.

## Население
| 1877 | 1883 | 1897 | 1905 | 1979 | 2002 | 2010 |
| ---- | ---- | ---- | ---- | ---- | ---- | ---- |
| 551  | ↘501 | ↗605 | ↘584 | ↘165 | ↗191 | ↗193 |